# Louder than Hell
Louder than Hell (englisch für „Lauter als die Hölle“) ist das achte Studioalbum der US-amerikanischen True-Metal-Band Manowar und wurde am 24. September 1996 veröffentlicht.

## Entstehung
David Shankle verließ die Gruppe bereits 1993, um die David Shankle Group zu gründen. Sein Nachfolger Karl Logan gibt auf Louder than Hell sein Albumdebüt an der Gitarre. Auch Scott Columbus kehrt nach längerer Absenz zur Band zurück und löst seinen Vertreter Kenny „Rhino“ Earl Edwards am Schlagzeug ab.
Das Album wurde zum zweiten Mal im bandeigenen Studio „Haus Wahnfried“ in New York aufgenommen. Der Name des Albums spielt auf den Eintrag in das Guinness-Buch der Rekorde als lauteste Band an.
Die Abbildungen auf dem Cover wurden von Ken Kelly geschaffen, der seit dem Album Fighting the World für die Illustrationen zuständig ist.

## Titelliste
1. Return of the Warlord – 5:19
2. Brothers of Metal Pt. 1 – 3:54
3. The Gods Made Heavy Metal – 6:03
4. Courage – 3:48
5. Number 1 – 5:10
6. Outlaw – 3:22
7. King – 6:25
8. Today Is a Good Day to Die – 9:42
9. My Spirit Lives On – 2:09
10. The Power – 4:09

Alle Titel wurden von Joey DeMaio geschrieben, außer Return of the Warlord, The Gods Made Heavy Metal, Outlaw und My Spirit Lives On von Joey DeMaio & Karl Logan.

## Singleauskopplungen
- Return of the Warlord erschien bereits im März 1996. Als B-Seite enthielt die Single das Stück Warlord vom Album Into Glory Ride in einer Liveversion.
- Number 1 erschien im Oktober mit zwei Livesongs als Bonus.
- Courage wurde in zwei Versionen als Single ausgekoppelt. Zunächst erschien die Studioversion mit dem Albumsong Today Is a Good Day to Die als Bonus. 1997 folgte die Liveversion zusammen mit einer remasterten Version, sowie das Stück Metal Warriors in einer Liveversion.

## Erfolg
Das Album erreichte in Deutschland Platz #7 der Charts. Die Single Return of the Warlord kam in den Top 100 der Single-Charts bis auf Platz #96.

## Sonstiges
- Aufgeklappt ergibt das CD-Cover ein etwa 36 × 24 cm großes Poster.
- Traditionell darf bei Konzerten von Manowar ein Fan auf die Bühne und The Gods Made Heavy Metal gemeinsam mit der Band spielen.
- Der zweite Teil des Titels Brothers of Metal wurde bereits 1992 unter dem Namen Metal Warriors auf dem Vorgängeralbum The Triumph of Steel veröffentlicht.
- Brothers of Metal und Courage wurden bereits am 8. Februar 1986 live auf einem Konzert in Brooklyn von Manowar gespielt.
- In Malaysia wurde aus religiösen Gründen der Titel des Albums abgeändert. Dort erschien die CD und MC unter dem Titel Louder. Hierzu wurde auch das Coverartwork abgeändert.
- Neben der „Standard-CD“ gibt es eine auf 2.000 Stück limitierte „Picture-Disc-Edition“. Zur Hell on Wheels-Tour 1997 erschien eine streng limitierte Edition mit dem „Hell on Wheels“-Design.